# برايان فاوست
برايان فاوست (بالإنجليزية: Brian Fawcett)‏ (13 مايو 1944، برينس جورج في كندا)؛ شاعر وروائي كندي.